# Aphaniosoma proximum
Aphaniosoma proximum är en tvåvingeart som beskrevs av Ebejer 1998. Aphaniosoma proximum ingår i släktet Aphaniosoma och familjen gulflugor. Inga underarter finns listade i Catalogue of Life.